# نانا (اسطوره نورس)

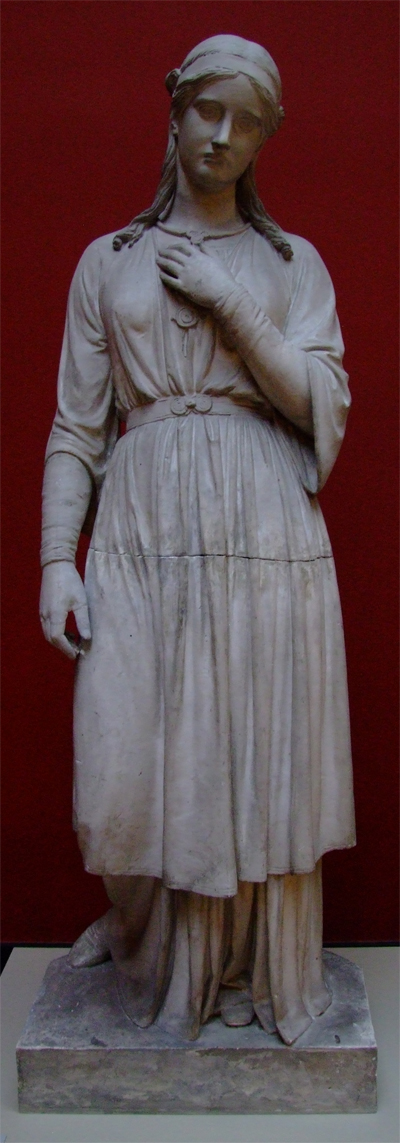
نانا، اثر H. W. Bissen

نانا در اساطیر اسکاندیناوی، دختر نپ و همسر بالدر است که از او صاحب فورستی، ایزد عدالت و میانجی‌گری شد. نانا همراه با همسرش در تالار «بریدابلیک» واقع در آسگارد زندگی می‌کردند. پس از مرگ ناگهانی بالدر به دست برادرش هودر، قلبش از غم و اندوه پر شد و او نیز در پس همسرش جان خود را از دست داد. او را در کنار همسرش بر روی تل هیزم مرده‌سوزی بر عرشه کشتی، رینگهورن قرار دادند و به دریا رهسپار کردند.
بعدها وقتی هرمود برای بازگرداندن بالدر راهی مأموریتی به دنیای مردگان شد، هنگامی که وارد تالار هل شد، بالدر را دید که با افتخار در کنارهمسرش نانا نشسته است. نانا به عنوان هدیه، لباس بلندی برای فریگ و حلقه‌ای طلایی برای فولا به هرمود داد تا در هنگام بازگشت به آسگارد با خود ببرد.